# Puig Cornador (Sant Sadurní d'Osormort)
El Puig Cornador és una muntanya de 683 metres que es troba al municipi de Sant Sadurní d'Osormort, a la comarca catalana d'Osona.